# Байер, Луис
Луис Йордан Байер (нем. Louis Jordan Beyer; 19 мая 2000, Кемпен, Германия) — немецкий футболист, полузащитник английского клуба «Бернли».

## Карьера
Луис Байер является воспитанником академий дюссельдорфской «Фортуны» и мёнхенгладбахской «Боруссии». Из последней он выпустился в 2018 году и отправился на сборы с основной командой перед сезоном 2018/2019. В связи с травмой основного защитника Михаэля Ланга, был выбран главным тренером Дитером Хекингом в качестве игрока основы. 19 августа дебютировал за неё в официальном поединке — кубковом противостоянии с «Хаштедтом», которое закончилось разгромной победой со счётом 11:1. Байер вышел на поле в стартовом составе и провёл весь матч.
25 августа 2018 года состоялся дебют игрока в Бундеслиге. Он также появился на поле в стартовом составе во встрече с леверкузенским «Байером» и сыграл все девяносто минут.
Также Луис являлся игроком юношеских сборных Германии, однако принимал участие только в товарищеских поединках.

## Статистика
Клубная статистика
Данные на 26 августа 2018 года.
| Клуб                     | Сезон           | Лига | Лига | Кубок | Кубок | Еврокубки | Еврокубки | Всего | Всего |
| Клуб                     | Сезон           | Игры | Голы | Игры  | Голы  | Игры      | Голы      | Игры  | Голы  |
| ------------------------ | --------------- | ---- | ---- | ----- | ----- | --------- | --------- | ----- | ----- |
| Боруссия (Мёнхенгладбах) | 2018/2019       | 1    | 0    | 1     | 0     | 0         | 0         | 2     | 0     |
| Всего в карьере          | Всего в карьере | 1    | 0    | 1     | 0     | 0         | 0         | 2     | 0     |